# Armenischer Fußballpokal 2023/24
Der armenische Fußballpokal 2023/24 war die 33. Austragung des Pokalwettbewerbs in Armenien.
Der Sieger erhielt einen Startplatz in der 2. Qualifikationsrunde der UEFA Conference League 2024/25. Titelverteidiger war Schirak Gjumri. 

## Modus
In allen Runden wurden die Begegnungen in einem Spiel ausgetragen. Bei unentschiedenem Ausgang wurde eine Verlängerung gespielt. Stand danach kein Sieger fest, folgte ein Elfmeterschießen.

## Teilnehmende Teams
| Bardsragujn chumb (10) | Bardsragujn chumb (10)                                                       | Aradschin chumb (7)                                                                                 | Amateure (3)                                                    |
| --- | ---------------------------------------------------------------------------- | --------------------------------------------------------------------------------------------------- | --------------------------------------------------------------- |
| - FC Ararat Jerewan 1 - FC Ararat-Armenia 1 - FC Alaschkert Martuni 1 - FC Noah Jerewan 1 - FC Pjunik Jerewan 1 - FA Wan 1 | - BKMA Jerewan - FC West Armenia - FC Schirak Gjumri 2 - FC Urartu Jerewan 2 | - FC Sjunik - Gandsassar Kapan - MIKA Jerewan - Lernajin Arzach - FC Andranik - FC Onor - FC Nikarm | - FC Kilikia Jerewan - FC Falcons Jerewan - FC EcoVille Jerewan |

## 1. Runde
Teilnehmer: Zwei Teams aus der ersten Liga, sieben Teams aus der zweiten Liga und drei Amateure.
| Datum      |                     | Ergebnis |                    |
| ---------- | ------------------- | -------- | ------------------ |
| 05.10.2023 | Gandsassar Kapan    | 5:1      | FC Onor            |
| 06.10.2023 | FC Sjunik           | 7:0      | FC Nikarm          |
| 07.10.2023 | FC EcoVille Jerewan | 1:4      | MIKA Jerewan       |
| 08.10.2023 | Lernajin Arzach     | 0:1      | FC West Armenia    |
| 08.10.2023 | BKMA Jerewan        | 6:0      | FC Andranik        |
| 10.10.2023 | FC Kilikia Jerewan  | 9:1      | FC Falcons Jerewan |

## 2. Runde
Teilnehmer: Die sechs Sieger der 1. Runde und weitere sechs Erstligisten.
| Datum      |                       | Ergebnis              |                    |
| ---------- | --------------------- | --------------------- | ------------------ |
| 22.11.2023 | MIKA Jerewan          | 1:2                   | FC Kilikia Jerewan |
| 23.11.2023 | FA Wan                | 2:1                   | FC West Armenia    |
| 24.11.2023 | FC Pjunik Jerewan     | 3:1 n. V.             | FC Ararat Jerewan  |
| 24.11.2023 | FC Ararat-Armenia     | 1:0                   | Gandsassar Kapan   |
| 25.11.2023 | FC Alaschkert Martuni | 0:0 n. V. (8:9 i. E.) | FC Noah Jerewan    |
| 26.11.2023 | FC Sjunik             | 0:1                   | BKMA Jerewan       |

## Viertelfinale
Teilnehmer: Die sechs Sieger der 2. Runde sowie mit Schirak Gjumri und Urartu Jerewan die zwei Finalisten des letztjährigen Pokals.
| Datum      |                    | Ergebnis |                   |
| ---------- | ------------------ | -------- | ----------------- |
| 10.03.2024 | FC Kilikia Jerewan | 0:1      | FC Schirak Gjumri |
| 11.03.2024 | FC Noah Jerewan    | 2:3      | FC Ararat-Armenia |
| 12.03.2024 | FC Pjunik Jerewan  | 5:3      | FA Wan            |
| 12.03.2024 | FC Urartu Jerewan  | 4:0      | BKMA Jerewan      |

## Halbfinale
| Datum      |                   | Ergebnis |                   |
| ---------- | ----------------- | -------- | ----------------- |
| 08.04.2024 | FC Pjunik Jerewan | 0:1      | FC Ararat-Armenia |
| 09.04.2024 | FC Schirak Gjumri | 1:2      | FC Urartu Jerewan |

## Finale
| FC Ararat-Armenia                                                    | FC Ararat-Armenia | FC Urartu Jerewan | FC Urartu Jerewan |
| -------------------------------------------------------------------- | --- | --- | ----------------- |
| FC Ararat-Armenia                                                    | \| 12. Mai 2024 in Jerewan (Wasken Sarkissjan Republikanisches Stadion) \| \| Ergebnis: 1:1 n. V.; 5:3 i. E. \| \| Schiedsrichter: Artem Gasparjan \| \| Spielbericht \| | \| 12. Mai 2024 in Jerewan (Wasken Sarkissjan Republikanisches Stadion) \| \| Ergebnis: 1:1 n. V.; 5:3 i. E. \| \| Schiedsrichter: Artem Gasparjan \| \| Spielbericht \| | FC Urartu Jerewan |
| FC Ararat-Armenia                                                    | Arsen Beglarjan – Alemão (91. Edgar Grigorjan), Vinicius Leonardo da Silva, José Junior Bueno, Kamo Howhannisjan – Karen Muradjan – Artur Serobjan (91. Jonathan Duarte), Armen Ambartsumjan (99. Artjom Awanesjan), Alwyn Tera (87. Amos Nondi), Tenton Yenne – Alexis Agustín Rodríguez (63. Schirajr Schaghojan) Cheftrainer: Wardan Minasjan | Alexander Melichow – Periša Pešukić, Arman Ghasarjan, Erik Simonjan, Jewhen Zymbaljuk (87. Erik Pilojan), Schirajr Marganjan – Narek Aghasarjan, Andrij Krawtschuk (30. Geworg Tarachtschjan, 117. Karen Melkonjan), Dramane Salou – Mikajal Mirsojan, Leon Sabua (62. Temur Dschikija) | FC Urartu Jerewan |
| FC Ararat-Armenia                                                    | 1:1 Arman Ghasarjan (38., Eigentor) | 0:1 Mikajal Mirsojan (31.) | FC Urartu Jerewan |
| FC Ararat-Armenia                                                    | Elfmeterschießen | | FC Urartu Jerewan |
| FC Ararat-Armenia                                                    | 1:0 Tenton Yenne 2:0 Jonathan Duarte 3:1 Artjom Awanesjan 4:2 Schirajr Schaghojan 5:3 Kamo Howhannisjan | Schirajr Marganjan (gehalten) 2:1 Karen Melkonjan 3:2 Erik Pilojan 4:3 Erik Simonjan | FC Urartu Jerewan |
| FC Ararat-Armenia                                                    | Amos Nondi (88.), Artur Serobjan (90.), José Junior Bueno (120.+3') | Narek Aghasarjan (46.), Jewhen Zymbaljuk (65.), Schirajr Marganjan (90.+4') | FC Urartu Jerewan |
| 12. Mai 2024 in Jerewan (Wasken Sarkissjan Republikanisches Stadion) | | |                   |
| Ergebnis: 1:1 n. V.; 5:3 i. E.                                       | | |                   |
| Schiedsrichter: Artem Gasparjan                                      | | |                   |
| Spielbericht                                                         | | |                   |